# Capitaines courageux (film, 1937)
Pour les articles homonymes, voir Capitaines courageux.
Pour plus de détails, voir Fiche technique et Distribution.

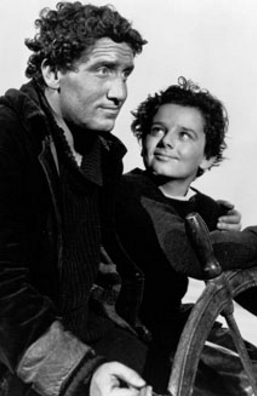
Spencer Tracy et Freddie Bartholomew

Capitaines courageux (titre original : Captains courageous) est un film américain de Victor Fleming, sorti en 1937. C'est l'adaptation cinématographique du roman de Rudyard Kipling, Capitaines courageux, paru en 1897.

## Synopsis
Le jeune Harvey Cheyne est le fils d'un très riche entrepreneur américain. Il pense pouvoir tout obtenir et tout se permettre grâce à l'argent de son père. Renvoyé temporairement de son école pour avoir tenté de corrompre un  professeur, il entreprend une croisière avec son père. Mais il tombe à la mer et se retrouve mousse sur le bateau de pêcheurs qui l'a recueilli. Là sa condition sociale ne lui sera pas d'une grande utilité... Il y fera son éducation d'homme notamment grâce au pêcheur Manuel (Spencer Tracy) qui le prend sous son aile. Il retrouvera finalement son père à la fin de cette aventure initiatique.

## Fiche technique
- Titre : Capitaines courageux
- Titre original : Captains courageous
- Réalisation : Victor Fleming
- Scénario : John Lee Mahin, Marc Connelly et Dale Van Every, d'après le roman de Rudyard Kipling
- Photographie : Harold Rosson
- Montage : Elmo Veron
- Musique : Franz Waxman
- Direction artistique : Cedric Gibbons
- Producteur : Louis D. Lighton
- Société de production : Metro-Goldwyn-Mayer
- Pays d'origine :  États-Unis
- Format : Noir et blanc - Son : Mono (Western Electric Sound System)
- Genre : Film d'aventure, Drame maritime
- Durée : 115 minutes
- Dates de sortie : 
  -  États-Unis : 11 mai 1937 (première à New York), 25 juin 1937 (sortie nationale)
  -  France : 6 août 1937

## Distribution
- Freddie Bartholomew : Harvey Cheyne
- Spencer Tracy : Manuel Fidello
- Lionel Barrymore : Capitaine Disko Troop
- Melvyn Douglas : Frank Burton Cheyne
- Charley Grapewin : Oncle Salters
- Mickey Rooney : Dan
- John Carradine : Long Jack
- Oscar O'Shea : Capitaine Walt Cushman
- Jack LaRue : Le prêtre
- Walter Kingsford : Dr. Finley
- Donald Briggs : Bob Tyler
- Sam McDaniel : "Doc"
- Bill Burrud : Charles Jamison

Et, parmi les acteurs non crédités :
- Norman Ainsley : Robbins
- Wally Albright : Un jeune garçon
- Charles Coleman : Burns
- Jimmy Conlin : Martin
- Christian Rub : Le vieux Clement
- Frank Sully : Le chauffeur de taxi
- Charles Trowbridge : Dr. Dick Walsh

## Récompenses et distinctions

### Oscars
Le film reçu quatre nominations et remporta 1 Oscar :
- oscar du meilleur acteur : Spencer Tracy